# Самусь, Николай Николаевич
Никола́й Никола́евич Са́мусь (род. 8 декабря 1949, Киев) — российский астроном, лауреат премии имени Ф. А. Бредихина (2007). Доктор физико-математических наук. Ведущий научный сотрудник Отдела нестационарных звезд и звездной спектроскопии Института астрономии РАН, руководитель группы переменных звезд ИНАСАН, главный редактор Общего каталога переменных звёзд. Сопредседатель Международной общественной организации «Астрономическое общество». Член Учёного совета Московского планетария.

## Биография
Родился 8 декабря 1949 года в Киеве. Окончил школу № 52 в Москве.
В 1973 году с отличием окончил физический факультет МГУ и поступил в аспирантуру кафедры звёздной астрономии и астрометрии (научный руководитель — выдающийся советский астроном профессор МГУ Б. В. Кукаркин).
В 1973—1978 годах — ассистент кафедры звёздной астрономии и астрометрии МГУ.
В 1978 году — перешёл на основную работу в ИНАСАН (бывший Астрономический Совет при АН СССР). В течение многих лет возглавляет объединённую группу исследователей переменных звёзд ИНАСАН и ГАИШ.

### Научная деятельность
Основные научные интересы в области изучения переменных звёзд и шаровых звёздных скоплений.
Кандидатская диссертации была посвящена звёздным скоплениям.
Совместно с коллегой и другом А. В. Мироновым показал, что в Галактике существуют по крайней мере две популяции шаровых скоплений, которые сформировались со значительной разницей в возрасте.
Под его руководством были проведены работы по интерпретации диаграмм цвет — звездная величина шаровых звездных скоплений, построенных по фотографическим и ПЗС-данным, полученным на разных телескопах в Чили. Для них определены основные физические характеристики скоплений возраст, межзвездное поглощение, расстояние и химический состав. Эти работы стали основой докторской диссертации, которая была защищена в ГАИШ в 1995 году.
Ответственный редактор 4 и 5 томов четвёртого издания Общего каталога переменных звёзд. Современная электронная версия ОКПЗ является одним из наиболее цитируемых астрономических изданий. В настоящее время является главным редактором каталога.
В конце 1980-х совместно с коллегами из ГАИШ и ИНАСАН начал систематическое измерение лучевых скоростей звёзд с помощью спектрографа-измерителя лучевых скоростей конструкции А. А. Токовинина. При его активнейшем участии проведено множество наблюдений в Москве, Крыму, в Болгарии, на Майданакской обсерватории (Узбекистан). По итогам наблюдений создана обширнейшая база данных, содержащая десятки тысяч измерений лучевых скоростей цефеид, а ГАИШ и ИНАСАН стали мировыми лидерами в изучении их кинематики и шкалы расстояний. По лучевым скоростям звёзд красных гигантов совместно с А. С. Расторгуевым были впервые определены массы ряда шаровых звёздных скоплений.

### Общественная деятельность
Член Международного астрономического союза. Президент Комиссии № 6 Международного астрономического союза и сопредседатель общественной организации «Астрономическое общество», у истоков которого он стоял вместе с другими астрономами в 1990-е годы.
В числе активистов, старающихся вернуть астрономию в школы и педагогические ВУЗы России и отстоять проведение астрономических олимпиад всех уровней.
Преподаёт в МГУ, выступает с научно-популярными лекциями перед любителями астрономии, в планетарии Культурного центра ВС РФ, в лектории Политехнического музея.
Состоит в Учёном совете Московского планетария.

### Участие в интеллектуальных играх
Неоднократный победитель «Своей игры», чемпион «Автомобильного кубка-2009».

## Награды и признание
- Премия имени Ф. А. Бредихина РАН (совместно с Л. Н. Бердниковым и А. С. Расторгуевым) — за цикл работ «Комплексные исследования классических цефеид» (2007)
- В честь Н. Н. Самуся назван астероид (10718) Самусь, открытый в 1985 году Н. С. Черных (2003)